# Liste der Biografien/Dea
Liste der Biografien |
Portal Biografien |
Personensuche
# |
A |
B |
C |
D |
E |
F |
G |
H |
I |
J |
K |
L |
M |
N |
O |
P |
Q |
R |
S |
T |
U |
V |
W |
X |
Y |
Z |
?
 
Da |
Db |
Dc |
Dd |
De |
Dg |
Dh |
Di |
Dj |
Dk |
Dl |
Dm |
Dn |
Do |
Dq |
Dr |
Ds |
Du |
Dv |
Dw |
Dy |
Dz
 
De A |
De B |
De C |
De D |
De E |
De F |
De G |
De H |
De J |
De K |
De L |
De M |
De N |
De P |
De Q |
De R |
De S |
De T |
De V |
De W |
De Y |
De Z 

Dea |
Deb |
Dec |
Ded |
Dee |
Def |
Deg |
Deh |
Dei |
Dej |
Dek |
Del |
Dem |
Den |
Deo |
Dep |
Deq |
Der |
Des |
Det |
Deu |
Dev |
Dew |
Dex |
Dey |
Dez
Die Liste der Biografien führt alle Personen auf, die in der deutschsprachigen Wikipedia einen Artikel haben. Dieses ist eine Teilliste mit 255 Einträgen von Personen, deren Namen mit den Buchstaben „Dea“ beginnt.

## Dea
- Dea, Gloria (1922–2023), US-amerikanische Zauberkünstlerin und Schauspielerin
- Dea, Jean-Sébastien (* 1994), kanadischer Eishockeyspieler
- Déa, Marie (1912–1992), französische Schauspielerin

### Deab
- Deablo, Divine (* 1998), US-amerikanischer American-Football-Spieler

### Deac
- Deac, Bogdan-Daniel (* 2001), rumänischer Schachspieler
- Deac, Ciprian (* 1986), rumänischer Fußballspieler
- Deacon, A. Bernard (1903–1927), englischer Anthropologe, Ethnologe, Sozialanthropologe
- Deacon, Amos (1904–1982), US-amerikanischer Hockeyspieler
- Deacon, Brian (* 1949), englischer Schauspieler
- Deacon, Bruce (* 1966), kanadischer Marathonläufer
- Deacon, Destiny (* 1957), australische Künstlerin
- Deacon, Frederick (1829–1875), belgisch-englischer Schachmeister
- Deacon, George (1906–1984), britischer Ozeanograph und Chemiker
- Deacon, Gladys Marie (1881–1977), US-amerikanische Mätresse mehrerer PersönlichkeitenGladys Marie Deacon (1881–1977)

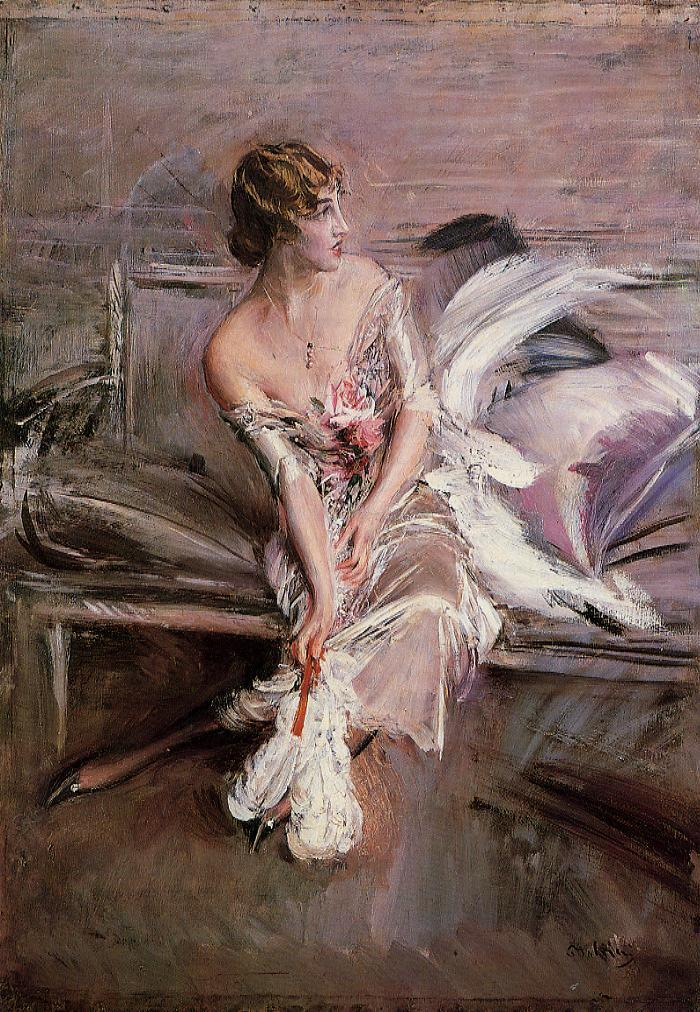
Gladys Marie Deacon (1881–1977)

- Deacon, Henry (1822–1876), englischer Chemiker
- Deacon, Hilary John (1936–2010), südafrikanischer Archäologe und Geologe
- Deacon, Jared (* 1975), britischer Sprinter und Hürdenläufer
- Deacon, John (* 1951), englischer Bassist und Komponist der Rockband QueenJohn Deacon (* 1951)

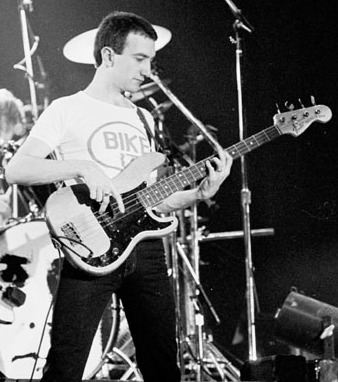
John Deacon (* 1951)

- Deacon, Jos, US-amerikanischer Schauspieler
- Deacon, Maxwell (1910–1970), kanadischer Eishockeyspieler
- Deacon, Richard (1922–1984), US-amerikanischer Film- und Fernsehschauspieler
- Deacon, Richard (* 1949), britischer Künstler
- Deacon, Susan (* 1964), schottische Politikerin
- Deacon, Terrence (* 1950), US-amerikanischer Neurowissenschaftler und Anthropologe
- Deaconescu, Constantin (* 2006), rumänischer Leichtathlet
- Deacy, Eamonn (1958–2012), irischer Fußballspieler

### Dead
- Dead (1969–1991), schwedischer Metal-Sänger
- Deadlee, US-amerikanischer Hip-Hop-Musiker
- Deadly Buda, US-amerikanischer Rave-DJ, Musikproduzent und Graffiti-Künstler
- Deadman, Maddie (* 2000), englische Leichtathletin
- Deadmarsh, Adam (* 1975), US-amerikanisch-kanadischer Eishockeyspieler und -trainer
- Deadmarsh, Butch (* 1950), kanadischer Eishockeyspieler
- deadmau5 (* 1981), kanadischer House-DJDeadmau5 (* 1981)

Deadmau5 (* 1981)

- Deadmon, Bryce (* 1997), US-amerikanischer Leichtathlet
- Deadwyler, Danielle (* 1982), US-amerikanische Schauspielerin, Filmproduzentin und Performancekünstlerin

### Deag
- Deagon, Andrea, US-amerikanische Althistorikerin, Frauenforscherin, Hochschullehrerin und Autorin

### Deah
- Deahl, James (* 1945), kanadisch-amerikanischer Dichter und Schriftsteller

### Deak
- Deák Bárdos, Mihály (* 1975), ungarischer Ringer
- Deák Nagy, Marcell (* 1992), ungarischer Sprinter
- Deák, Antal (1789–1842), ungarischer Politiker
- Deák, Ferenc (1803–1876), ungarischer Jurist und Politiker
- Deák, Ferenc (1922–1998), ungarischer Fußballspieler
- Deák, István (1926–2023), ungarischer Historiker
- Deák, Kristóf (* 1982), ungarischer Filmproduzent, Filmeditor, Drehbuchautor und Filmregisseur
- Deák, László (1891–1946), ungarischer Offizier und Kriegsverbrecher im Zweiten Weltkrieg
- Deak, Michael (* 1960), US-amerikanischer Schauspieler, Filmproduzent, Maskenbildner und Spezialeffektkünstler
- Deák, Nándor (1883–1947), rumänisch-ungarischer Maler
- Deák, Peter (* 1952), Computer-Materialwissenschaftler
- Deák, Tamás (1928–2024), ungarischer Komponist, Trompeter und Leiter einer Bigband
- Deakes, Nathan (* 1977), australischer Geher
- Deakin, Alan (1941–2018), englischer Fußballspieler
- Deakin, Alfred (1856–1919), australischer Politiker und Premierminister
- Deakin, Hilton Forrest (1932–2022), australischer Geistlicher, römisch-katholischer Weihbischof
- Deakin, Joe (1879–1972), britischer Mittel- und Langstreckenläufer
- Deakin, Julia (* 1952), englische Schauspielerin
- Deakin, Matt (* 1980), US-amerikanischer Ruderer
- Deakin, Peter (* 1938), englischer Fußballspieler
- Deakins, Roger (* 1949), britischer KameramannRoger Deakins (* 1949)

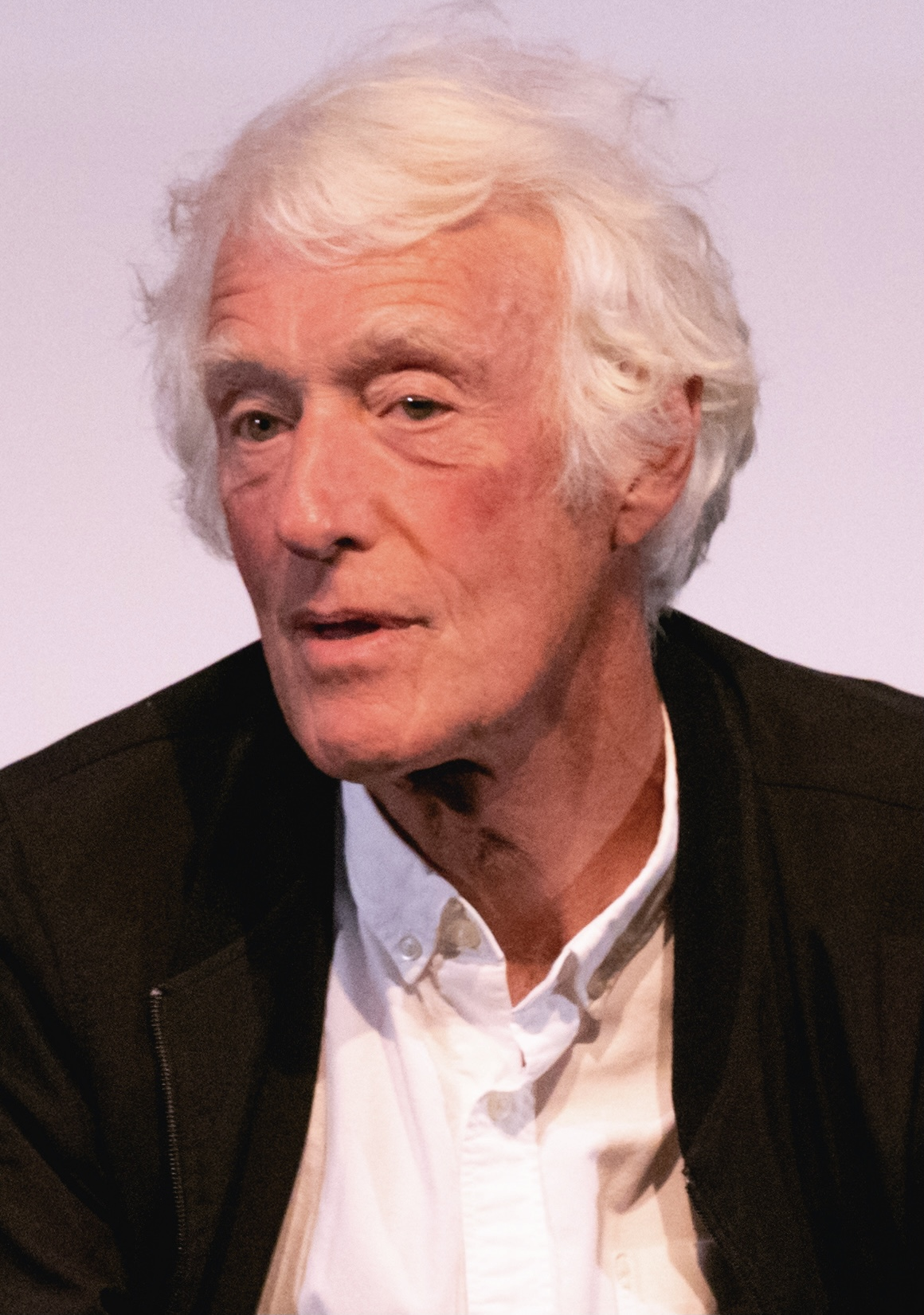
Roger Deakins (* 1949)

- Deáky, Zsigmond († 1872), ungarischer Geistlicher und Weihbischof in Győr

### Deal
- Deal, Carl (* 1965), US-amerikanischer Produzent und Regisseur im Bereich Dokumentarfilm
- Deal, Cody (* 1986), US-amerikanischer Schauspieler und Model
- Deal, Edson H. (1903–1967), US-amerikanischer Politiker
- Deal, Joseph T. (1860–1942), US-amerikanischer Politiker
- Deal, Karen Lynne (* 1957), US-amerikanische Dirigentin
- Deal, Kelley (* 1961), US-amerikanische Rockmusikerin
- Deal, Kim (* 1961), US-amerikanische MusikerinKim Deal (* 1961)

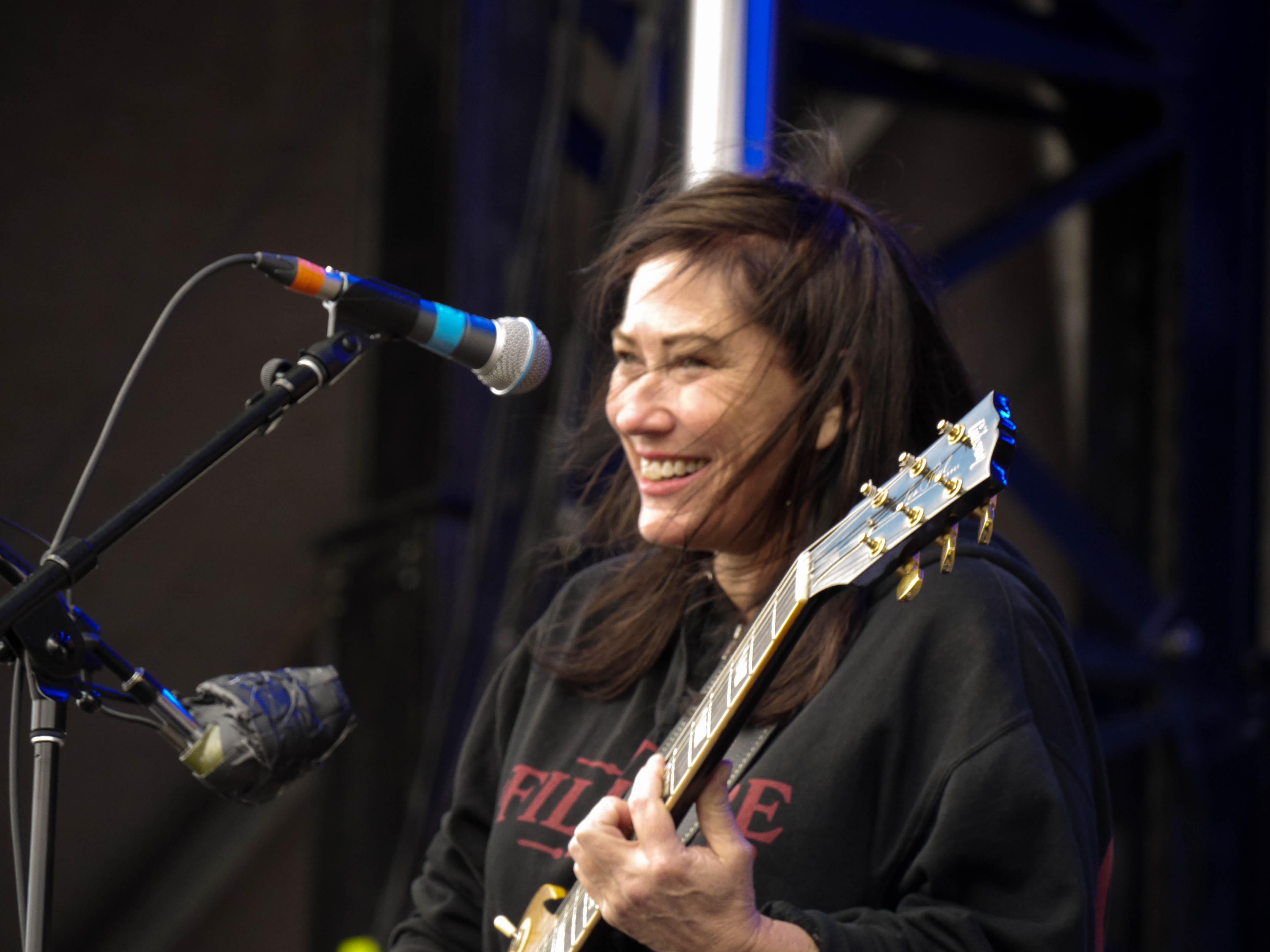
Kim Deal (* 1961)

- Deal, Lance (* 1961), US-amerikanischer Leichtathlet
- Deal, Nathan (* 1942), US-amerikanischer Politiker (Republikanische Partei)
- Dealey, James Quayle (1861–1937), US-amerikanischer Soziologe und Journalist britischer Herkunft

### Deam
- Deam, Jack (* 1972), britischer Schauspieler
- Deamer, Dulcie (1890–1972), neuseeländisch-australische Schauspielerin, Journalistin und Schriftstellerin
- Deamon (* 1992), deutscher Rapper

### Dean
- Dean, Alan (* 1950), englischer Fußballspieler
- Dean, Barry (* 1955), kanadischer Eishockeyspieler
- Dean, Bashford (1867–1928), amerikanischer Zoologe, spezialisiert in Ichthyologie, Experte für mittelalterliche Waffen und Rüstungen
- Dean, Basil (1888–1978), britischer Filmregisseur, Filmproduzent, Schriftsteller, Schauspieler und Drehbuchautor
- Dean, Benjamin (1824–1897), englisch-amerikanischer Politiker
- Dean, Benjamin W. (1827–1864), US-amerikanischer Politiker und Anwalt
- Dean, Bentley, australischer Filmregisseur, Kameramann und Filmproduzent
- Dean, Billy (* 1962), US-amerikanischer Country-Musiker
- Dean, Brad (* 1953), US-amerikanischer Basketballtrainer
- Dean, Brett (* 1961), australischer Komponist, Dirigent und Bratscher
- Dean, Caroline (* 1957), britische Botanikerin und Molekularbiologin
- Dean, Charlbi (1990–2022), südafrikanische Schauspielerin und ModelCharlbi Dean (1990–2022)

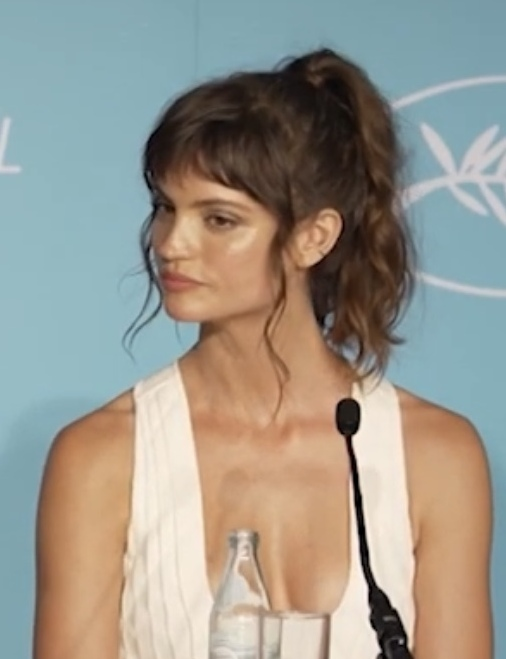
Charlbi Dean (1990–2022)

- Dean, Charlie (* 2000), englische Cricketspielerin
- Dean, Charmaine (* 1958), trinidadisch-kanadische Mathematikerin und Hochschullehrerin
- Dean, Christopher (* 1958), britischer Eiskunstläufer
- Dean, Clark (* 2000), US-amerikanischer Ruderer
- Dean, Collin (* 2005), US-amerikanischer Kinderdarsteller und Synchronsprecher
- Dean, Daniel (1909–2004), US-amerikanischer Langstreckenläufer
- Dean, Debbie (1928–2001), US-amerikanische Sängerin
- Dean, Decker (* 2000), US-amerikanischer Skispringer
- Dean, Dixie (1907–1980), englischer Fußballspieler
- Dean, Dizzy (1910–1974), US-amerikanischer Baseballspieler, späterer Rundfunkkommentator
- Dean, Donald (* 1937), US-amerikanischer Jazz-Schlagzeuger
- Dean, Eddie (1907–1999), US-amerikanischer Country-Musiker und Schauspieler
- Dean, Elton (1945–2006), britischer Jazzmusiker
- Dean, Ester (* 1982), US-amerikanische R&B-Sängerin und SongwriterinEster Dean (* 1982)

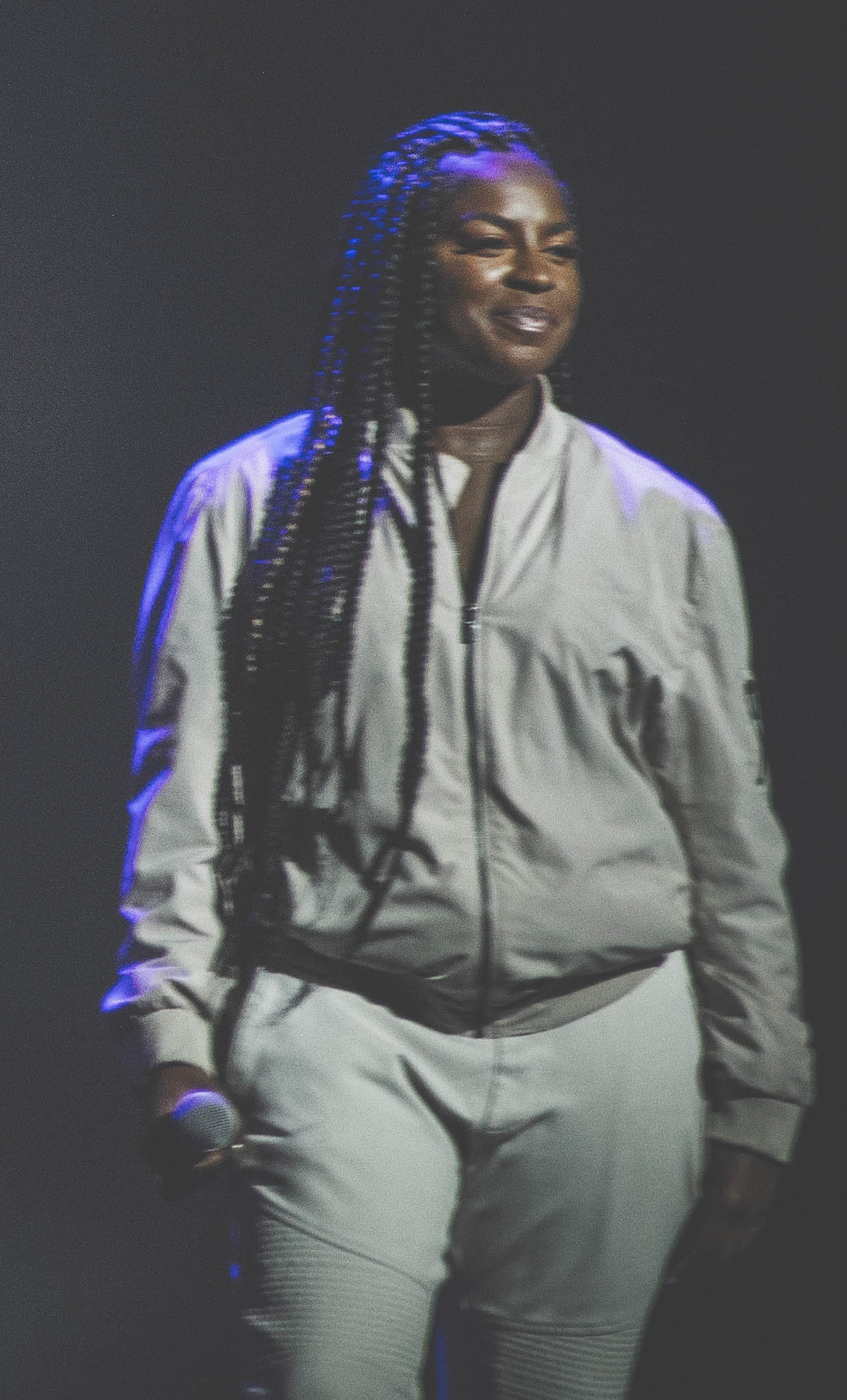
Ester Dean (* 1982)

- Dean, Ezra (1795–1872), US-amerikanischer Politiker der Demokratischen Partei
- Dean, Fred (1952–2020), US-amerikanischer Footballspieler
- Dean, Garry C., US-amerikanischer Offizier, Generalmajor der US Air Force
- Dean, Genki (* 1991), japanischer Speerwerfer
- Dean, Gilbert (1819–1870), US-amerikanischer Jurist und Politiker
- Dean, H. Trendley (1893–1962), US-amerikanischer Zahnmediziner
- Dean, Hatti (* 1982), britische Hindernis- und Langstreckenläuferin
- Dean, Hazell (* 1952), britische Popsängerin
- Dean, Howard (* 1948), US-amerikanischer Politiker
- Dean, Isabel (1918–1997), britische Schauspielerin bei Bühne, Film und Fernsehen
- Dean, Ivor (1917–1974), britischer Theater- und Filmschauspieler
- Dean, Jamel (* 1996), US-amerikanischer American-Football-Spieler
- Dean, James (1776–1849), US-amerikanischer Astronom sowie Professor für Astronomie und Mathematik
- Dean, James (1931–1955), US-amerikanischer Theater- und FilmschauspielerJames Dean (1931–1955)

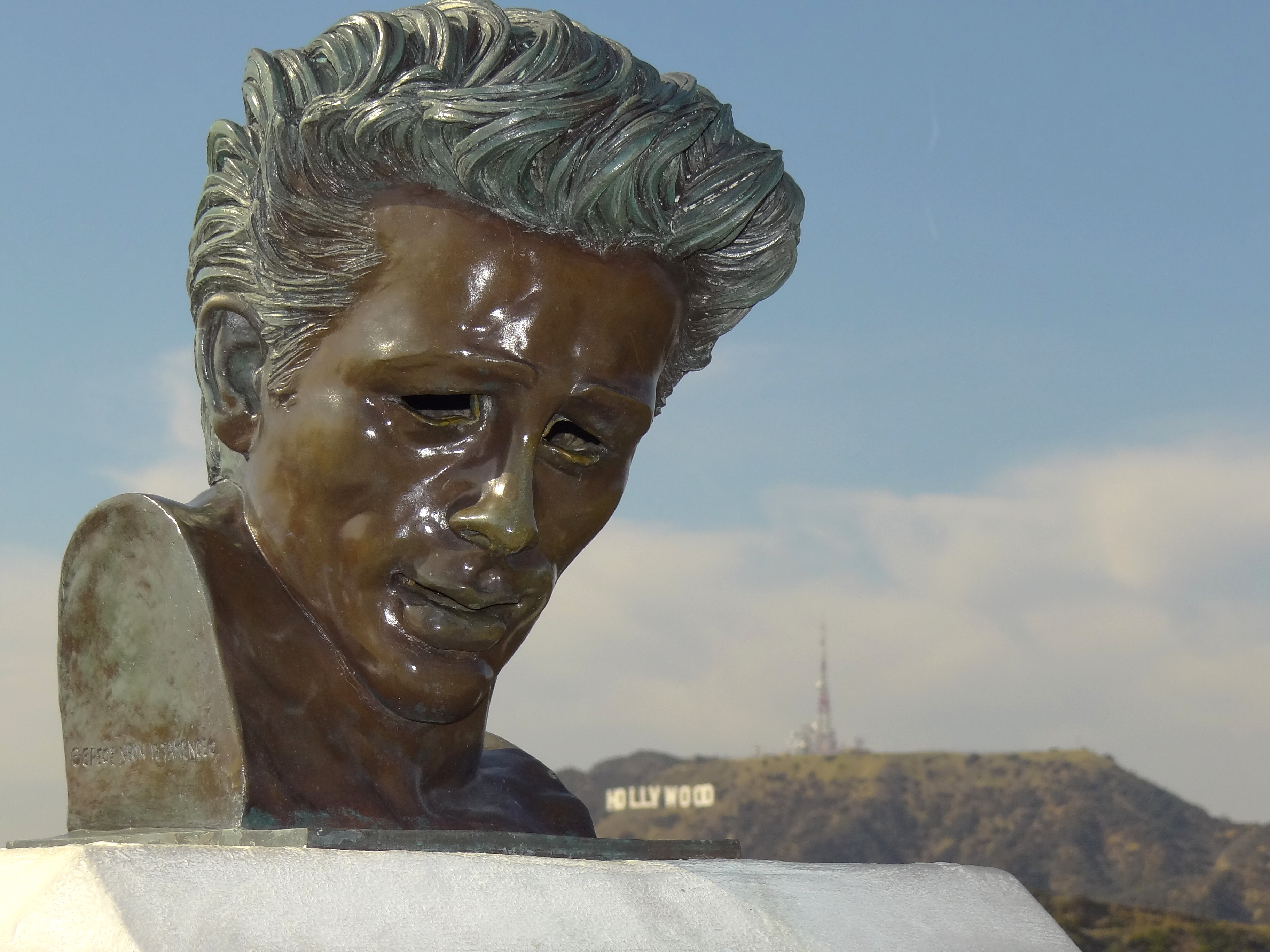
James Dean (1931–1955)

- Dean, Jeff (* 1968), US-amerikanischer Informatiker
- Dean, Jemima Rose (* 1991), Tänzerin, Bewegungsforscherin und Choreografin
- Dean, Jimmy (1928–2010), US-amerikanischer Country-Musiker, Schauspieler und Unternehmer
- Dean, Jodi (* 1962), amerikanische Politikwissenschaftlerin
- Dean, John (* 1938), US-amerikanischer Jurist, Rechtsberater Richard Nixons
- Dean, John (* 1947), neuseeländischer Radrennfahrer
- Dean, John Gunther (1926–2019), US-amerikanischer Diplomat
- Dean, Jonathan (1924–2014), US-amerikanischer Diplomat
- Dean, Joseph, Baron Dean of Beswick (1922–1999), britischer Politiker, Mitglied des House of Commons, Life Peer
- Dean, Josh (* 1979), kanadischer Schauspieler und Improvisationskünstler
- Dean, Josiah (1748–1818), US-amerikanischer Politiker
- Dean, Julian (* 1975), neuseeländischer Radrennfahrer
- Dean, Karl (* 1955), US-amerikanischer Politiker (Demokraten) und ehemaliger Bürgermeister von Nashville
- Dean, Kevin (* 1954), US-amerikanischer Jazzmusiker (Trompete, Orgel, Komposition) und Hochschullehrer
- Dean, Kevin (* 1969), US-amerikanischer Eishockeyspieler und -trainer
- Dean, Laura (* 1963), US-amerikanische Tänzerin, Schauspielerin und Synchronsprecherin
- Dean, Lisa, US-amerikanische Szenenbildnerin
- Dean, Loren (* 1969), US-amerikanischer Schauspieler
- Dean, Lowell (* 1979), kanadischer Drehbuchautor, Filmregisseur und Fernsehproduzent
- Dean, Madeleine (* 1959), US-amerikanische Politikerin der Demokratischen Partei
- Dean, Margia (1922–2023), US-amerikanische Schauspielerin
- Dean, Mark (* 1971), bahamaischer Basketballspieler
- Dean, Mark E. (* 1957), US-amerikanischer Elektroingenieur
- Dean, Martin R. (* 1955), Schweizer Schriftsteller
- Dean, Mary (1922–1995), US-amerikanische Sängerin, Liedtexterin und Filmschauspielerin
- Dean, Michael (* 1977), britischer Künstler und Bildhauer
- Dean, Mike (* 1968), englischer Fußballschiedsrichter
- Dean, Mikel (1954–2008), US-amerikanischer Opernsänger (Bariton)
- Dean, Millvina (1912–2009), letzte Überlebende des „Titanic“-UntergangsMillvina Dean (1912–2009)

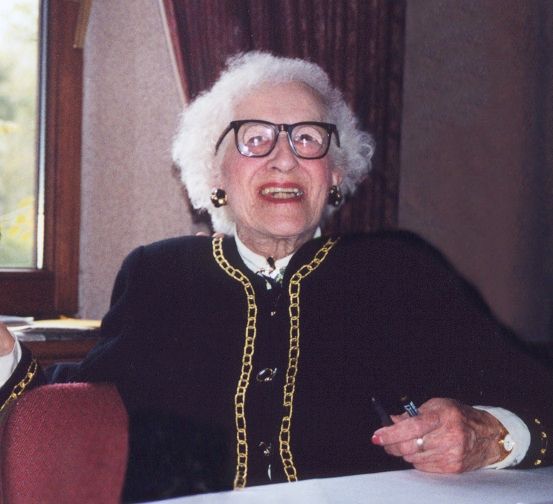
Millvina Dean (1912–2009)

- Dean, Minnie (1844–1895), neuseeländische Kindsmörderin
- Dean, Nakobe (* 2000), US-amerikanischer American-Football-Spieler
- Dean, Nigel (* 1947), britischer Radrennfahrer
- Dean, Nora (1944–2016), jamaikanische Reggae- und Gospelsängerin
- Dean, Olivia (* 1999), englische Neo-Soul-Sängerin
- Dean, Patrick (1909–1994), britischer Diplomat und Verwaltungsbeamter
- Dean, Paul, Baron Dean of Harptree (1924–2009), britischer Politiker, Mitglied des House of Commons
- Dean, Peter (* 1951), US-amerikanischer Segler
- Dean, Quentin (1944–2003), US-amerikanische Schauspielerin
- Dean, Roger (* 1944), britischer Künstler
- Dean, Roger T. (* 1948), britischer Biologe und Musiker
- Dean, Ron (* 1938), US-amerikanischer Schauspieler
- Dean, Sharif (1947–2019), algerisch-französischer Musiker
- Dean, Sidney (1818–1901), US-amerikanischer Politiker
- Dean, Tacita (* 1965), britische bildende Künstlerin
- Dean, Thomas (* 1950), US-amerikanischer Informatiker
- Dean, Tom (* 2000), britischer Schwimmer
- Dean, Walter Lofthouse (1854–1912), amerikanischer Marinemaler und Kunstpädagoge
- Dean, Warren (1932–1994), US-amerikanischer Historiker und Professor der lateinamerikanischen Geschichte
- Dean, William (1887–1949), britischer Wasserballspieler
- Dean, William F. (1899–1981), US-amerikanischer Offizier, Generalmajor der US-ArmyWilliam F. Dean (1899–1981)

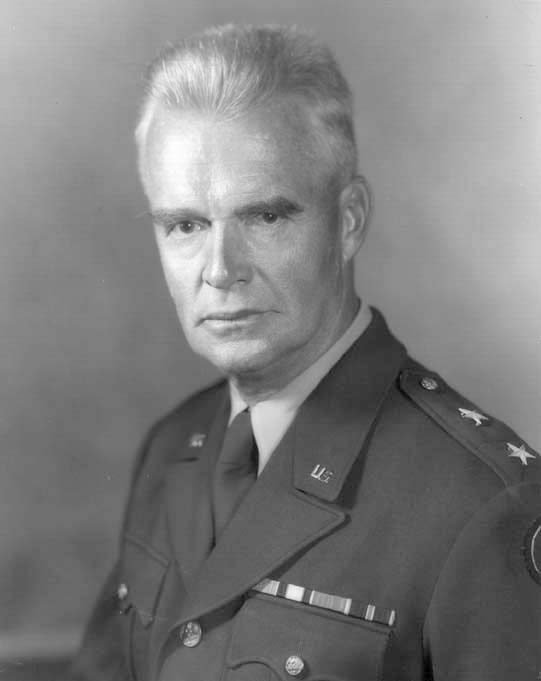
William F. Dean (1899–1981)

- Dean, Winton (1916–2013), britischer Musikwissenschaftler
- Deana, Steven (* 1990), Schweizer Fussballtorwart
- Deane Berman, Anne (* 1963), US-amerikanische Komponistin
- Deane, Anthony (* 1984), australischer Handballspieler und Skeletonpilot
- Deane, Brian (* 1968), englischer Fußballspieler und -trainer
- Deane, Charles B. (1898–1969), US-amerikanischer Politiker
- Deane, Emmeline (1858–1944), britische Malerin
- Deane, Henry (1440–1503), Erzbischof von Canterbury (1501–1503)
- Deane, Henry (1847–1924), britisch-australischer Eisenbahningenieur und Botaniker
- Deane, Jocelyn († 1780), irischer Politiker
- Deane, John R. junior (1919–2013), US-amerikanischer Offizier, General der US-Army
- Deane, John, 2. Baron Muskerry (1777–1824), irisch-britischer Peer und Offizier
- Deane, Lezlie (* 1964), US-amerikanische Sängerin, Musikerin, Roller-Derby-Athletin und Schauspielerin
- Deane, Marjorie (1914–2008), britische Journalistin
- Deane, Matthew, 3. Baronet († 1747), irischer Politiker
- Deane, Matthew, 4. Baronet (1706–1751), irischer Politiker
- Deane, Meredith (* 1989), US-amerikanische Schauspielerin
- Deane, Raymond (* 1953), irischer Komponist
- Deane, Robert, 1. Baron Muskerry (1747–1818), irischer Politiker
- Deane, Robert, 5. Baronet (1707–1770), irischer Jurist und Politiker
- Deane, Seamus (1940–2021), irischer Schriftsteller und Literaturwissenschaftler
- Deane, Shirley (1913–1983), US-amerikanische Schauspielerin
- Deane, Silas (1737–1789), Abgeordneter im amerikanischen Kontinentalkongress und Diplomat
- Deane, Wally (1936–1986), US-amerikanischer Rockabilly-Musiker
- Deane, William Patrick (* 1931), australischer Generalgouverneur
- Deane, Willie (* 1980), bulgarisch-US-amerikanischer Basketballspieler
- Deane-Drummond, Celia (* 1956), britische Biologin und Theologin
- Deane-Drummond, Tony (1917–2012), britischer Generalmajor
- Deane-Morgan, Hamilton, 4. Baron Muskerry (1854–1929), irischer Representative Peer im House of Lords
- Deaner, Janice (* 1966), amerikanische Schriftstellerin
- DeAngelo, Anthony (* 1995), US-amerikanischer Eishockeyspieler
- DeAngelo, Joseph James Jr. (* 1945), US-amerikanischer Serienmörder und Ex-PolizistJoseph James DeAngelo Jr. (* 1945)
- DeAngelo, Rena, Szenenbildnerin

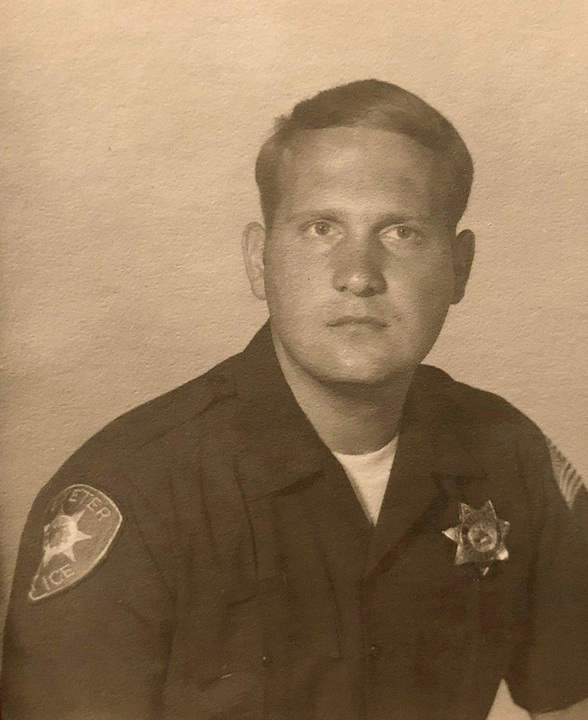
Joseph James DeAngelo Jr. (* 1945)

- Deanović, Mirko (1890–1984), jugoslawischer Romanist
- Deans, Robbie (* 1959), neuseeländischer Rugbyspieler und Trainer der australischen Nationalmannschaft
- Deans, Winifred M. (1901–1990), britische Übersetzerin

### Dear
- Dear, Cleveland (1888–1950), US-amerikanischer Politiker
- Dear, Dave (* 1946), britischer Sprinter
- Dear, Geoffrey, Baron Dear (* 1937), britischer hochrangiger Polizist
- Dear, John (* 1959), US-amerikanischer Jesuitenpater, Autor und Friedensaktivist
- Dear, Matthew, US-amerikanischer DJ
- Dear, Nick (* 1955), britischer Dramatiker
- Dear, William (* 1943), kanadischer Filmregisseur, Drehbuchautor und Filmproduzent
- Dearborn, Arthur (1886–1941), US-amerikanischer Diskuswerfer
- Dearborn, Henry (1751–1829), US-amerikanischer Arzt, Politiker und OffizierHenry Dearborn (1751–1829)

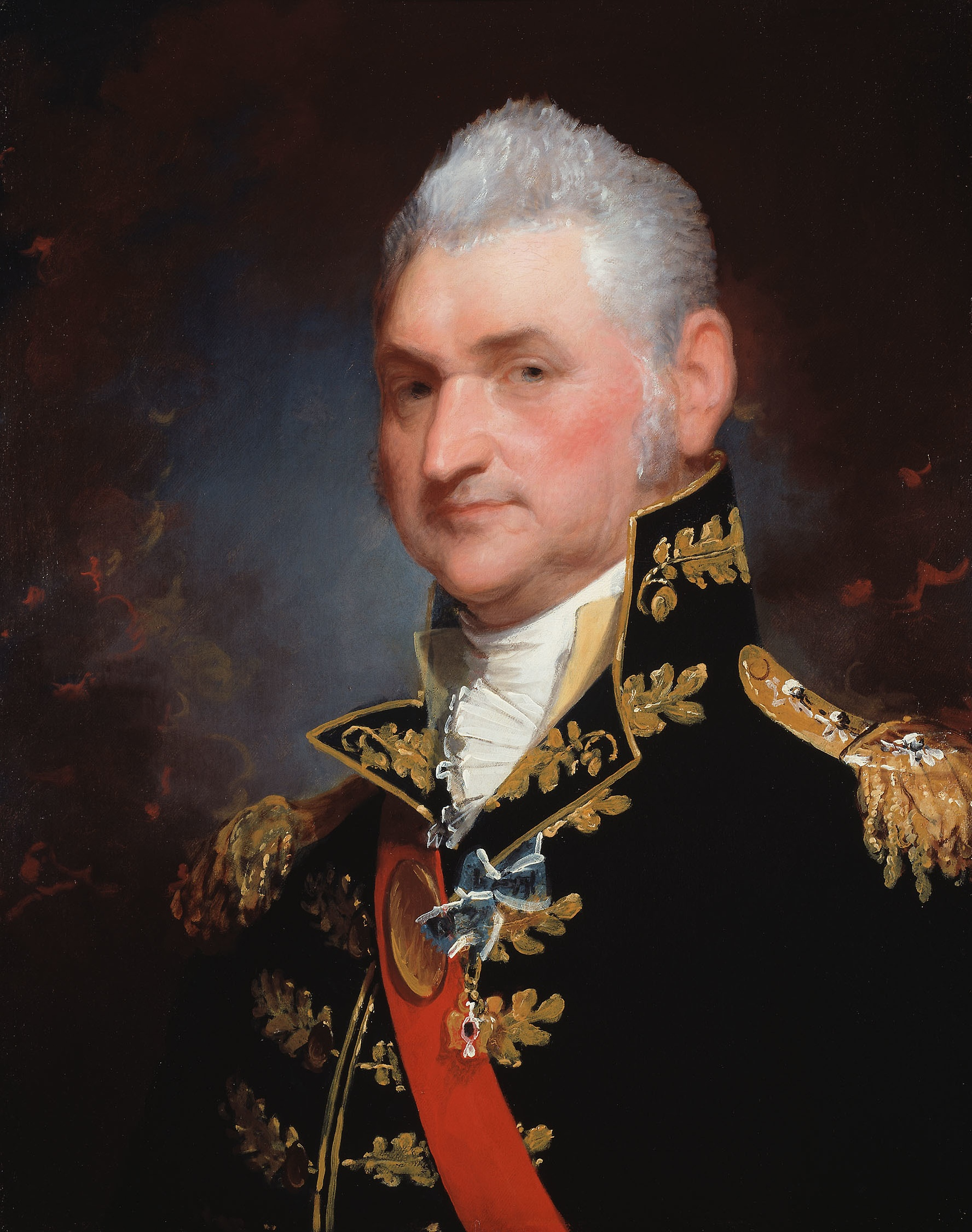
Henry Dearborn (1751–1829)

- Dearborn, Henry Alexander Scammell (1783–1851), US-amerikanischer Politiker
- Dearborn, Ned (1865–1948), US-amerikanischer Biologe
- Dearden, Basil (1911–1971), britischer Filmregisseur, Drehbuchautor, Filmproduzent
- Dearden, James (* 1949), britischer Drehbuchautor und Filmregisseur
- Dearden, John Francis (1907–1988), US-amerikanischer Geistlicher und Erzbischof von Detroit
- Deardorf, Chuck (1954–2022), US-amerikanischer Jazzmusiker (Bass) und Hochschullehrer
- Deardurff Schmidt, Deena (* 1957), US-amerikanische Schwimmerin
- Dearey, Mark (* 1963), irischer Politiker
- Dearie, Blossom (1924–2009), US-amerikanische Jazzsängerin und -Pianistin
- Dearing, Daniel (* 1990), kanadischer Beachvolleyballspieler
- Dearing, Edgar (1893–1974), US-amerikanischer Schauspieler
- Dearing, James (1840–1865), General der Konföderierten im Amerikanischen Bürgerkrieg
- Dearing, Paul (1942–2015), australischer Hockeyspieler
- Dearing, R. E. (1893–1968), britischer Filmeditor
- Dearing, Ronald (1930–2009), britischer Beamter und Vorsitzender der Post Office Ltd.
- Dearman, Evelyn (1908–1993), britische Tennisspielerin
- Dearman, Jermaine (* 1980), US-amerikanischer Basketballspieler
- DeArmas, David (* 1976), US-amerikanisch-deutscher American-Football-Spieler
- DeArmond, Dana (* 1979), US-amerikanische PornodarstellerinDana DeArmond (* 1979)

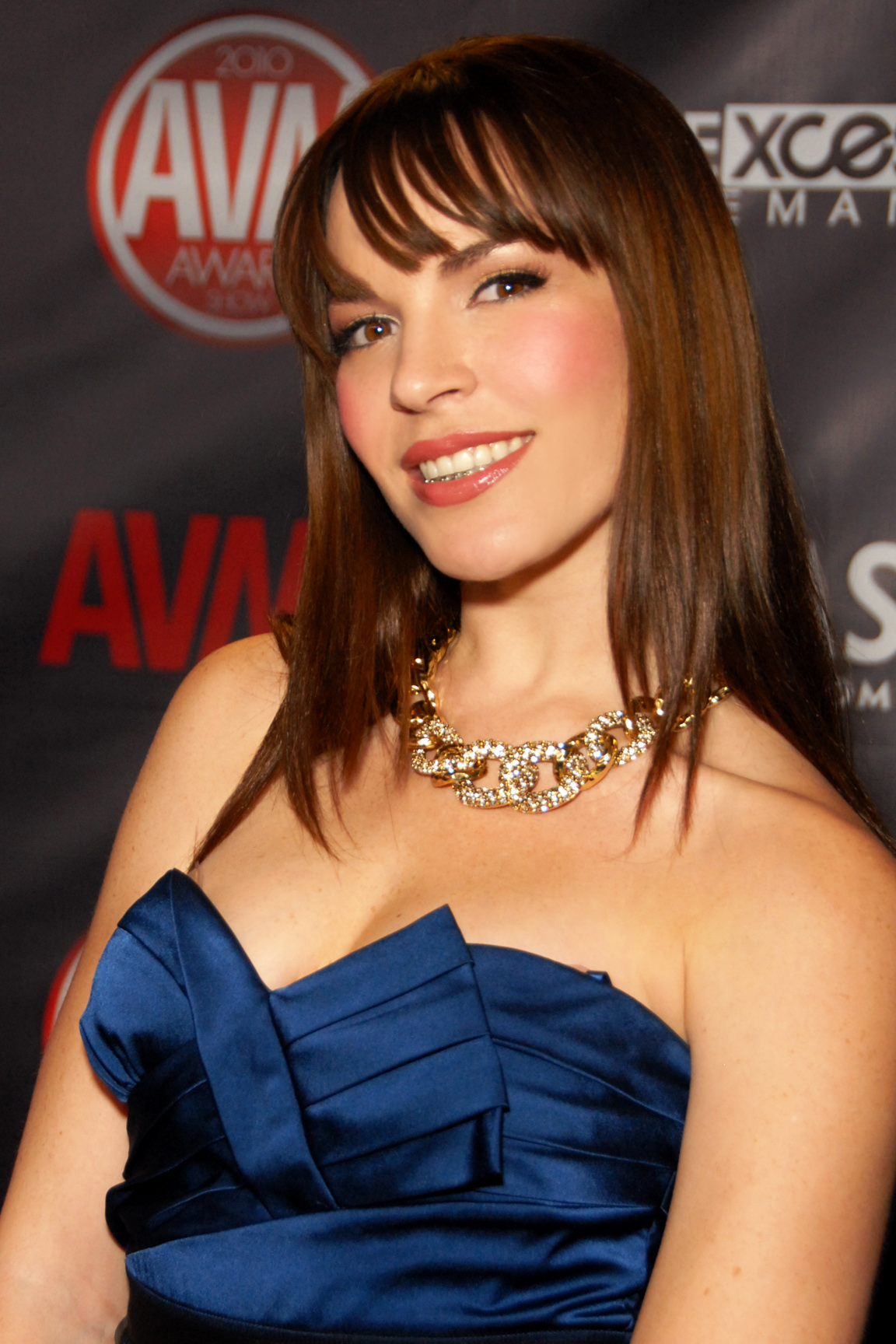
Dana DeArmond (* 1979)

- DeArmond, Harvey H. (1884–1970), US-amerikanischer Rechtsanwalt, Richter und Politiker
- Dearstyne, Howard (1903–1979), US-amerikanischer Architekt und Architekturhistoriker mit einer Ausbildung am Bauhaus
- Dearth, Doug, US-amerikanischer Schauspieler, Filmproduzent und Filmregisseur
- Dearth, Henry Golden (1864–1918), US-amerikanischer Maler
- D’Earth, John (* 1950), US-amerikanischer Jazz-Trompeter und Komponist
- Deary, Ian (* 1954), britischer Psychologe
- Deary, Terry (* 1946), britischer Schriftsteller

### Deas
- Deas, Charles (1818–1867), US-amerikanischer Maler
- Deas, Laura (* 1988), britische Skeletonpilotin
- Deas, Robbie (* 2000), schottischer Fußballspieler
- Deas, Zachariah Cantey (1819–1882), Brigadegeneral der Armee der Konföderierten Staaten von Amerika im Sezessionskrieg
- Dease, Michael (* 1982), amerikanischer Jazzmusiker und Komponist
- Deasismont, Amy (* 1992), schwedische Sängerin und Schauspielerin
- Deason, Willard (1905–1997), amerikanischer Jurist und Unternehmer
- Deason-Tomory, Pierre C. (* 1969), deutscher Radiomoderator und Kommunalpolitiker (parteilos)
- Deasy, Austin (1936–2017), irischer Politiker (Fine Gael)
- Deasy, John (* 1967), irischer Politiker (Fine Gael)

### Deat
- Déat, Marcel (1894–1955), französischer Politiker und Kollaborateur
- DeAtley, Wayne (* 1958), US-amerikanischer Bobfahrer
- Deaton, Angus (* 1945), britisch-US-amerikanischer Wirtschaftswissenschaftler
- Deaton, Nicola (* 1976), englische Tischtennisspielerin
- Deats (* 1996), deutscher Musikproduzent

### Deau
- Déau, Alexe (* 2004), französische Sprinterin
- Deau, Delphine (* 1991), französische Jazzmusikerin (Piano, Komposition)

### Deav
- Deaver, Bascom (* 1930), US-amerikanischer Physiker
- Deaver, Jeffery (* 1950), US-amerikanischer Thriller-AutorJeffery Deaver (* 1950)

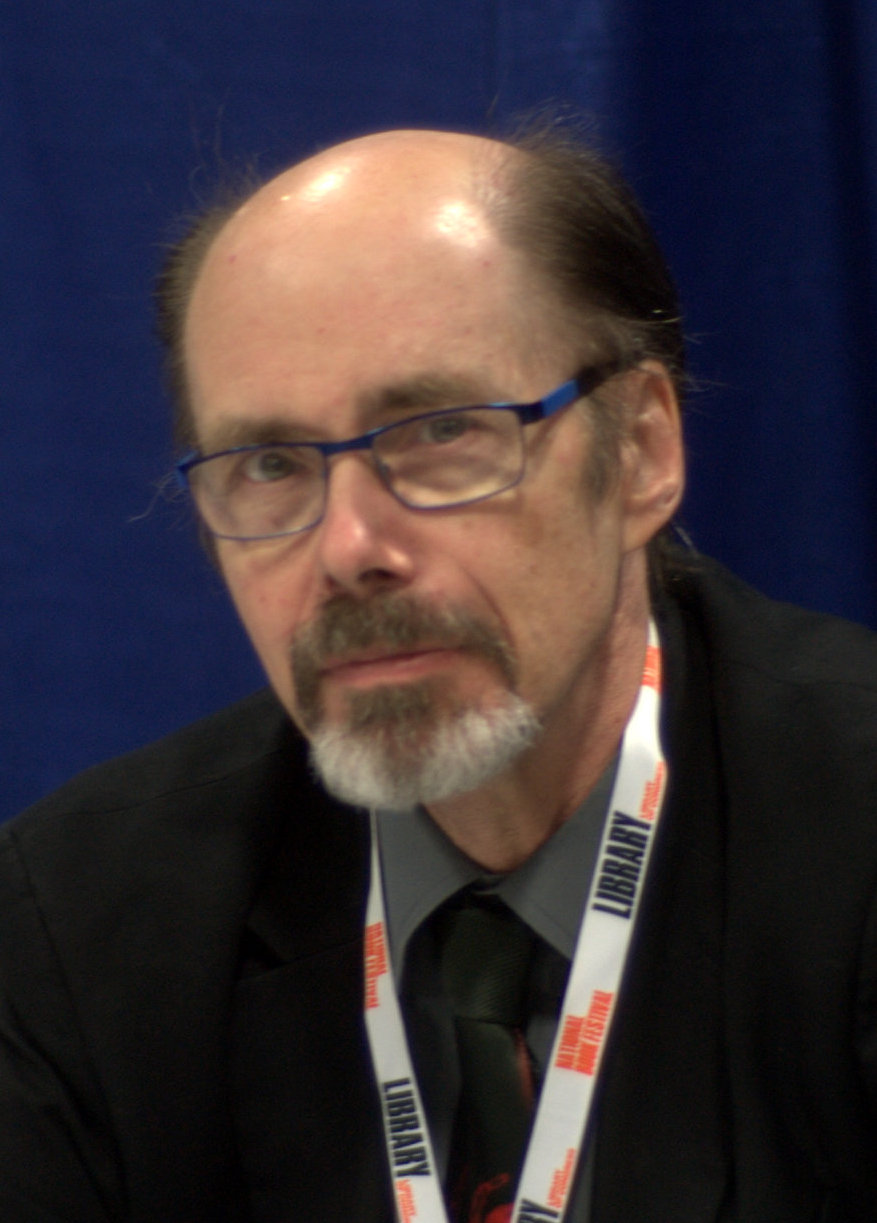
Jeffery Deaver (* 1950)

- Deaver, Richard (* 1931), US-amerikanischer Segler
- Deaver, Sally (1933–1963), US-amerikanische Skirennläuferin
- Deavitt, Edward H. (1871–1946), US-amerikanischer Politiker, Anwalt und Treasurer von Vermont